# 红其拉甫山口

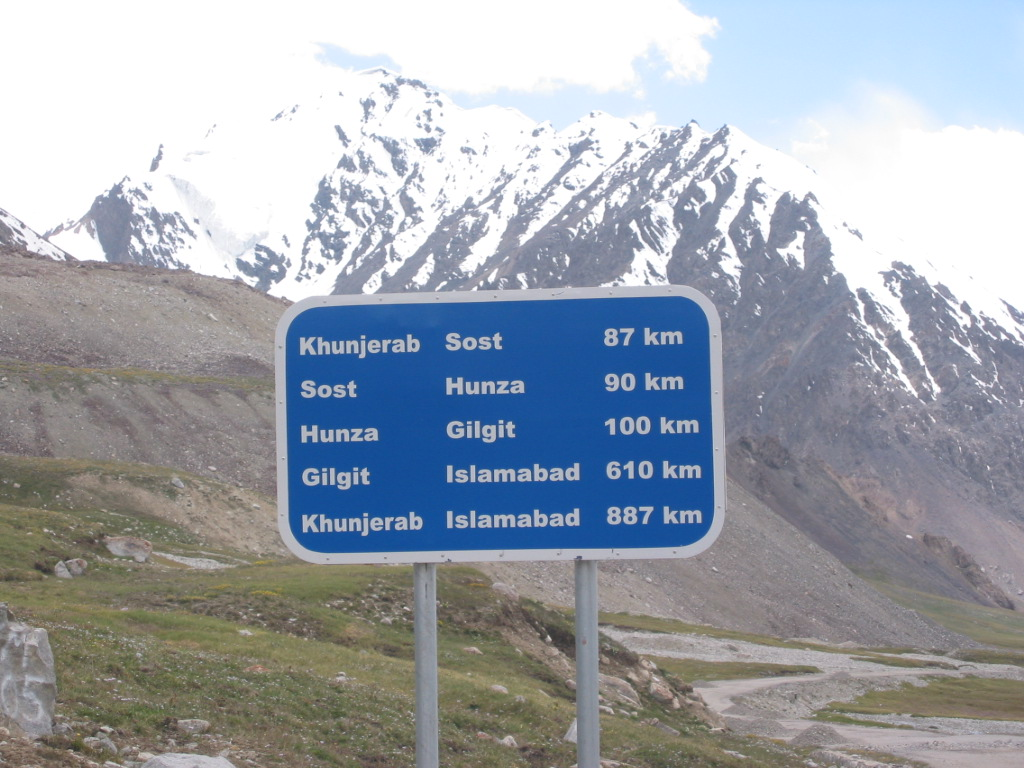

红其拉甫山口（英語：Khunjerab Pass，維吾爾語：قونجىراپ ئېغىزى‎），位于中国新疆喀什地区西南部，帕米尔高原塔什库尔干塔吉克自治县境内，同巴基斯坦吉尔吉特-巴尔蒂斯坦地区毗邻。山口的中方境内，水布浪沟有红其拉甫河。山口海拔極高，號稱世界第一關，官方数据称海拔为5,000米左右，但切實海拔高度从4,800米到5,100米说法不一。

## 圖集

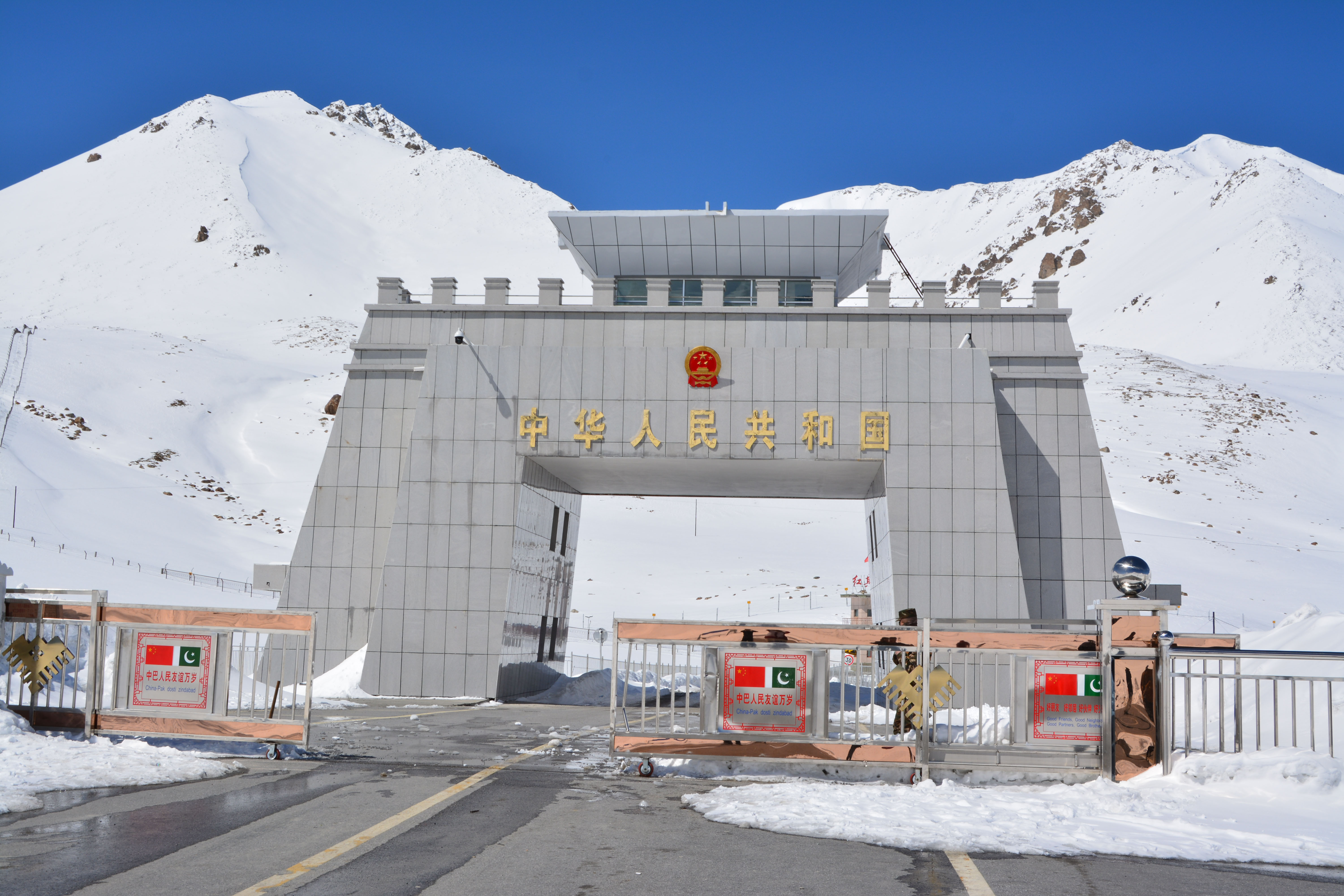
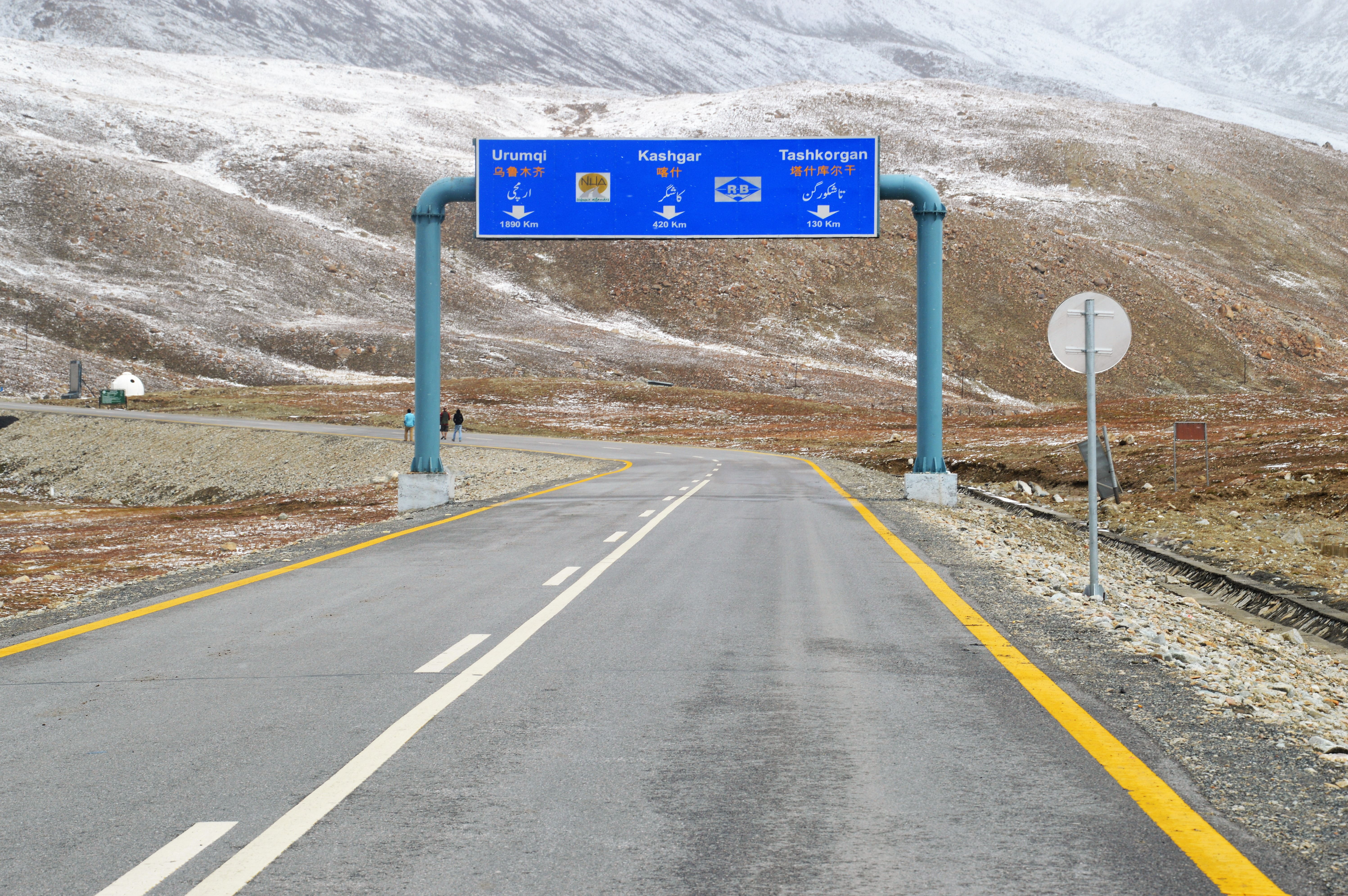
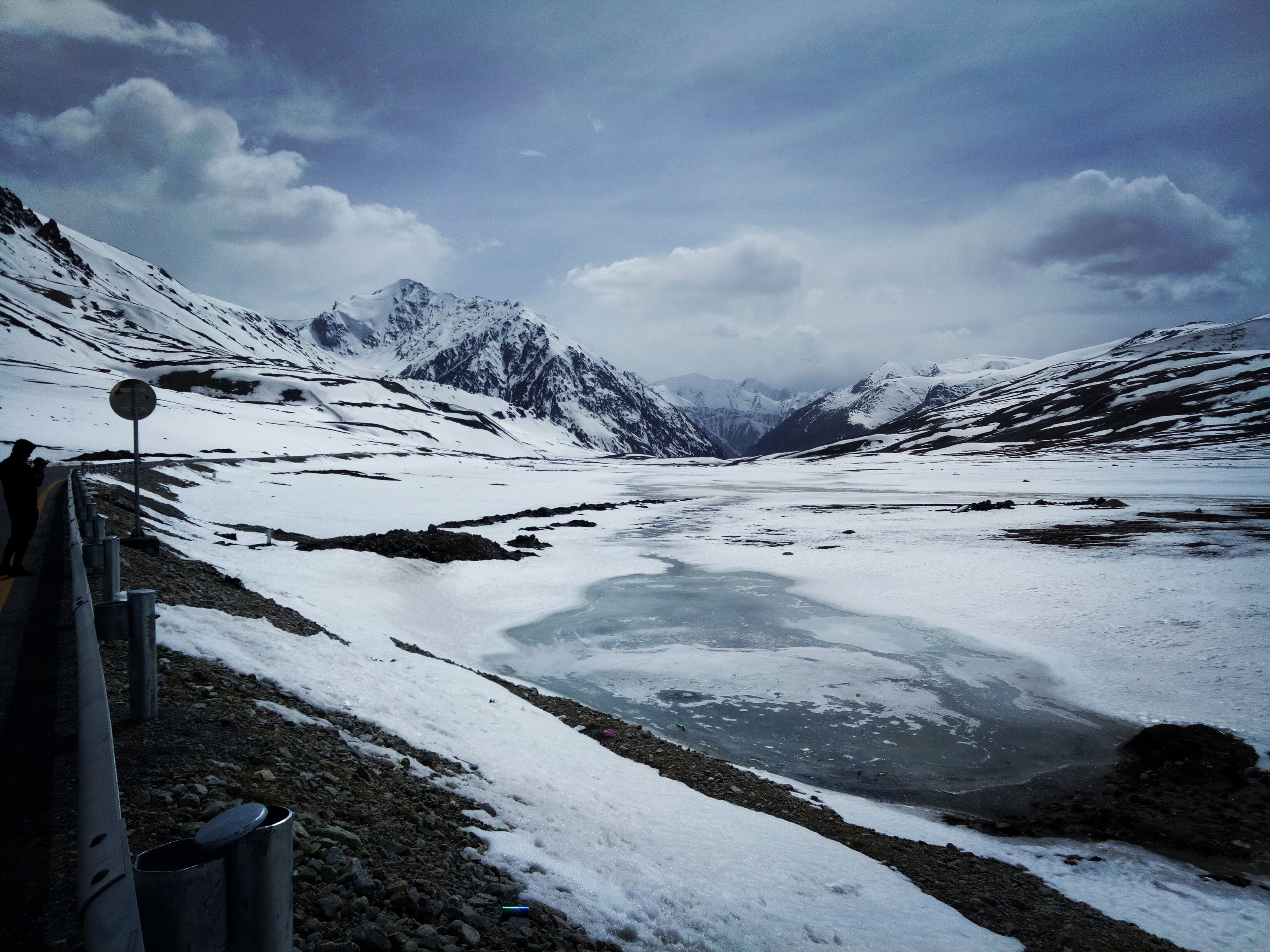
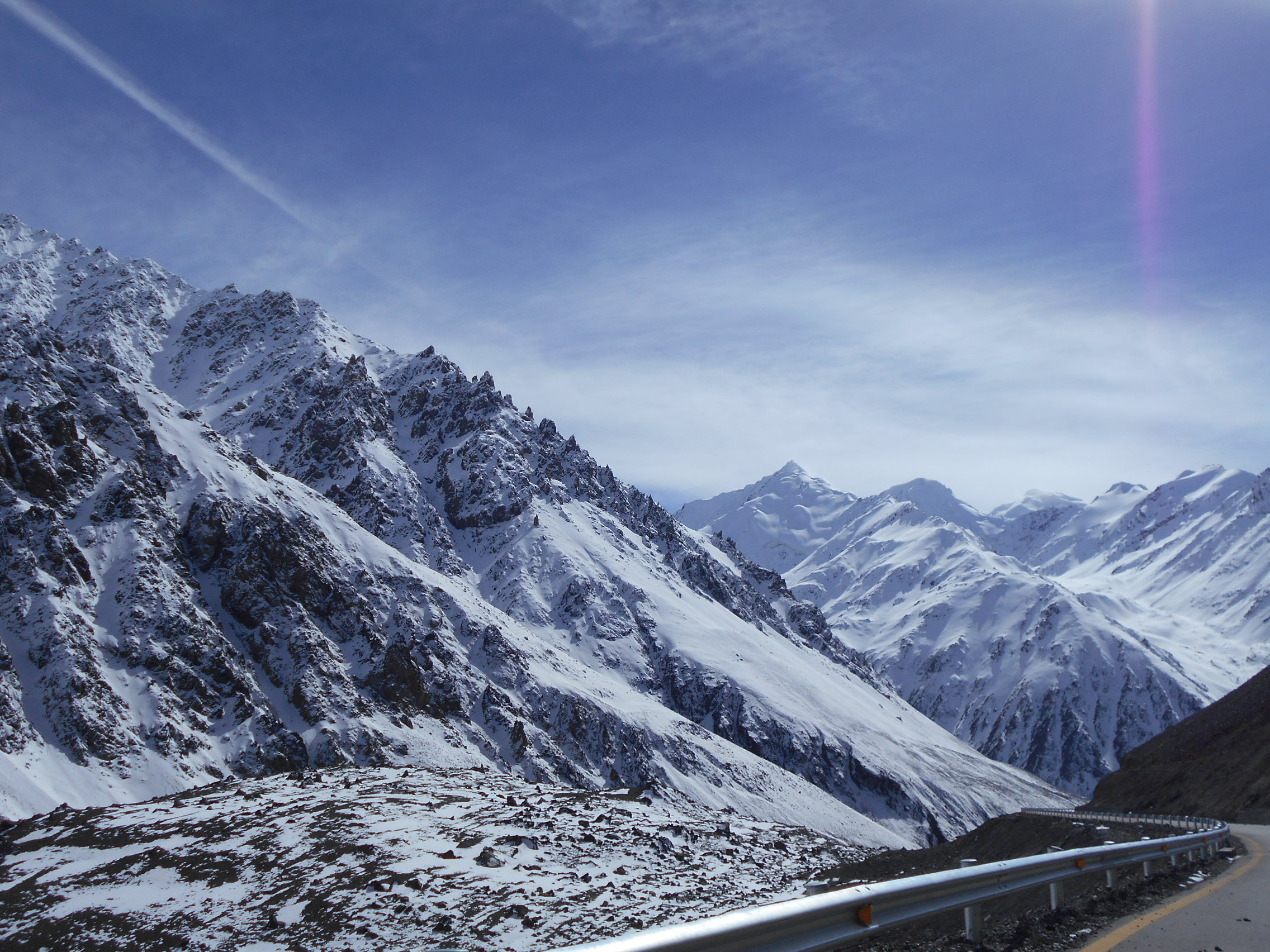
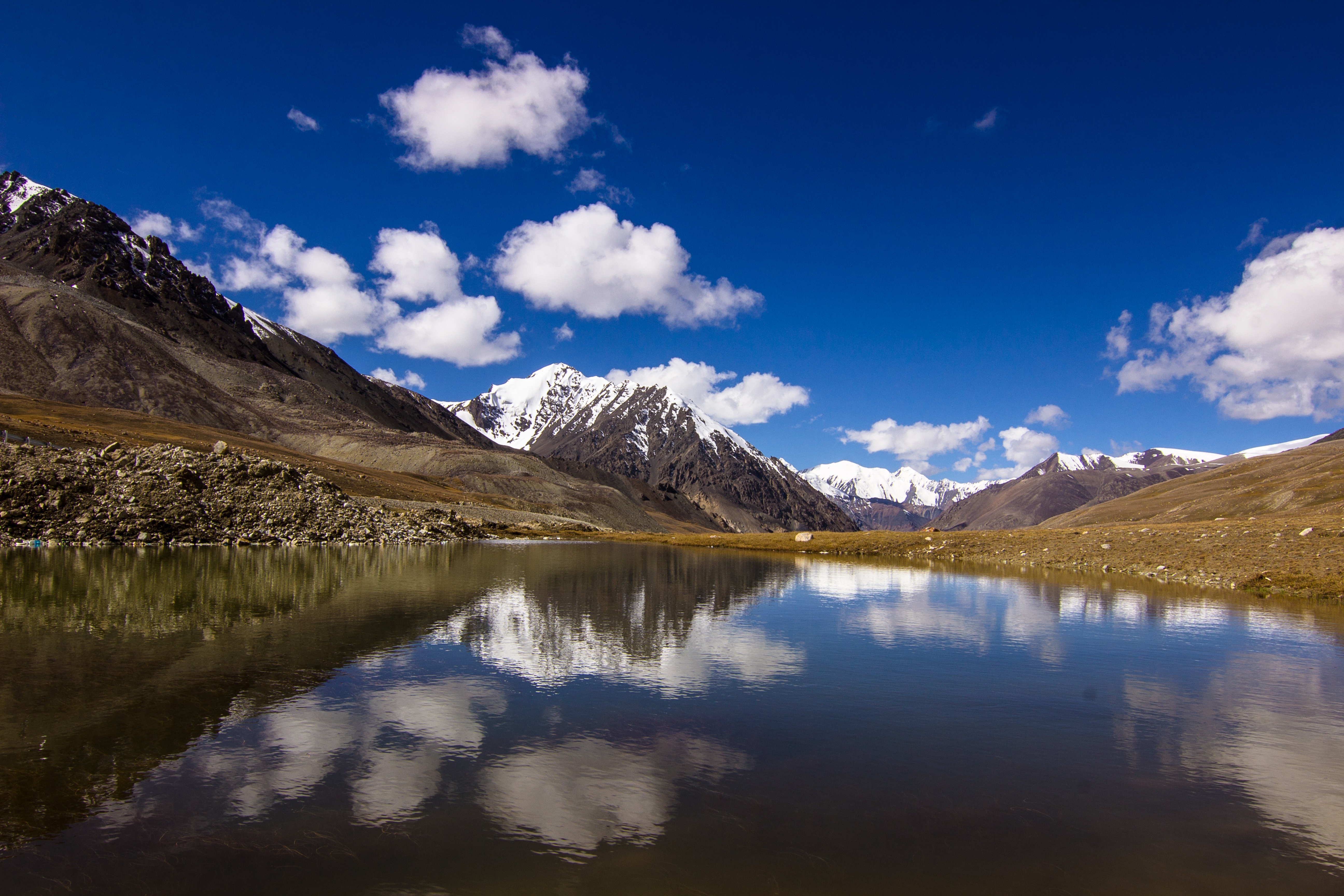
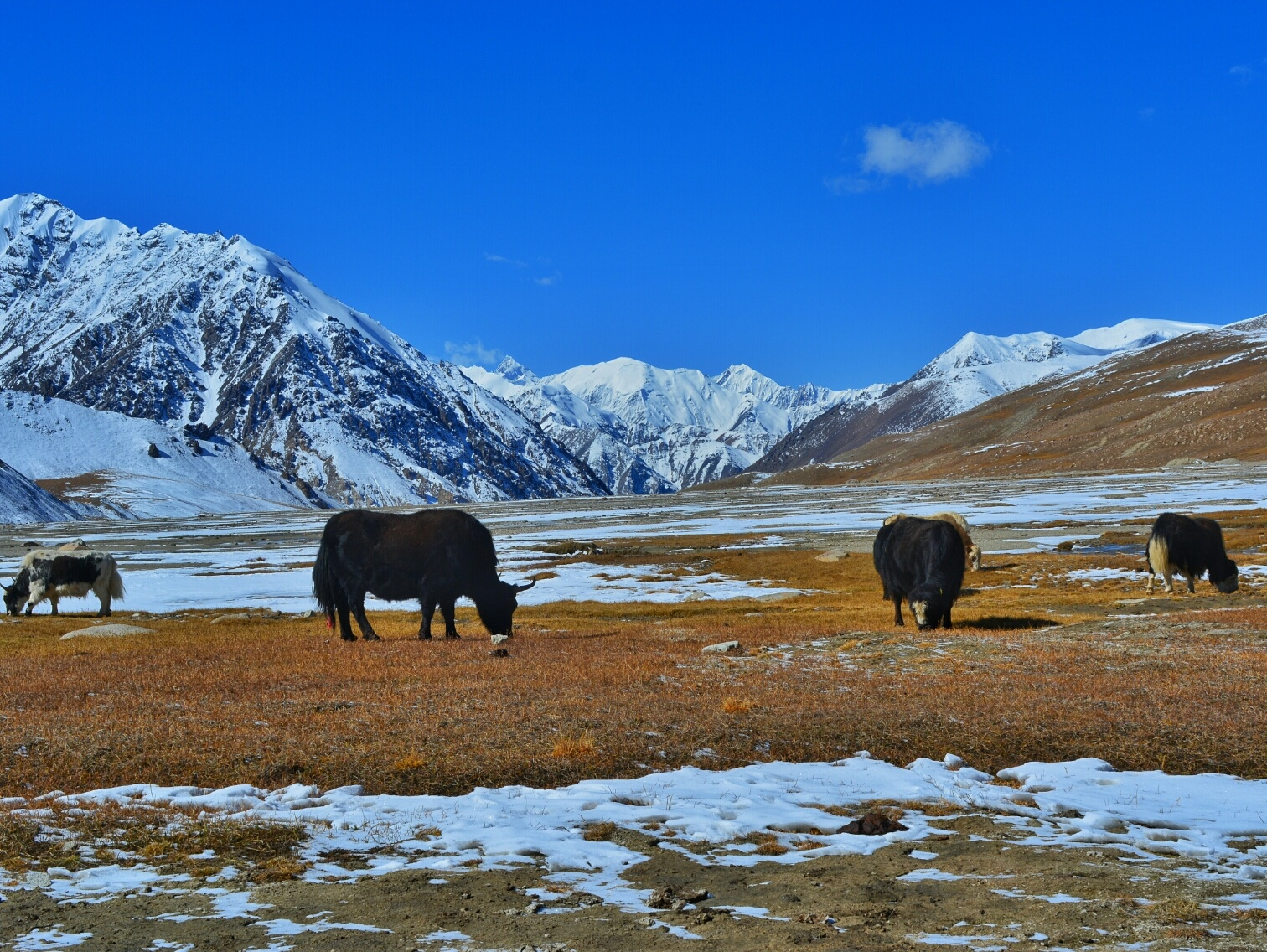
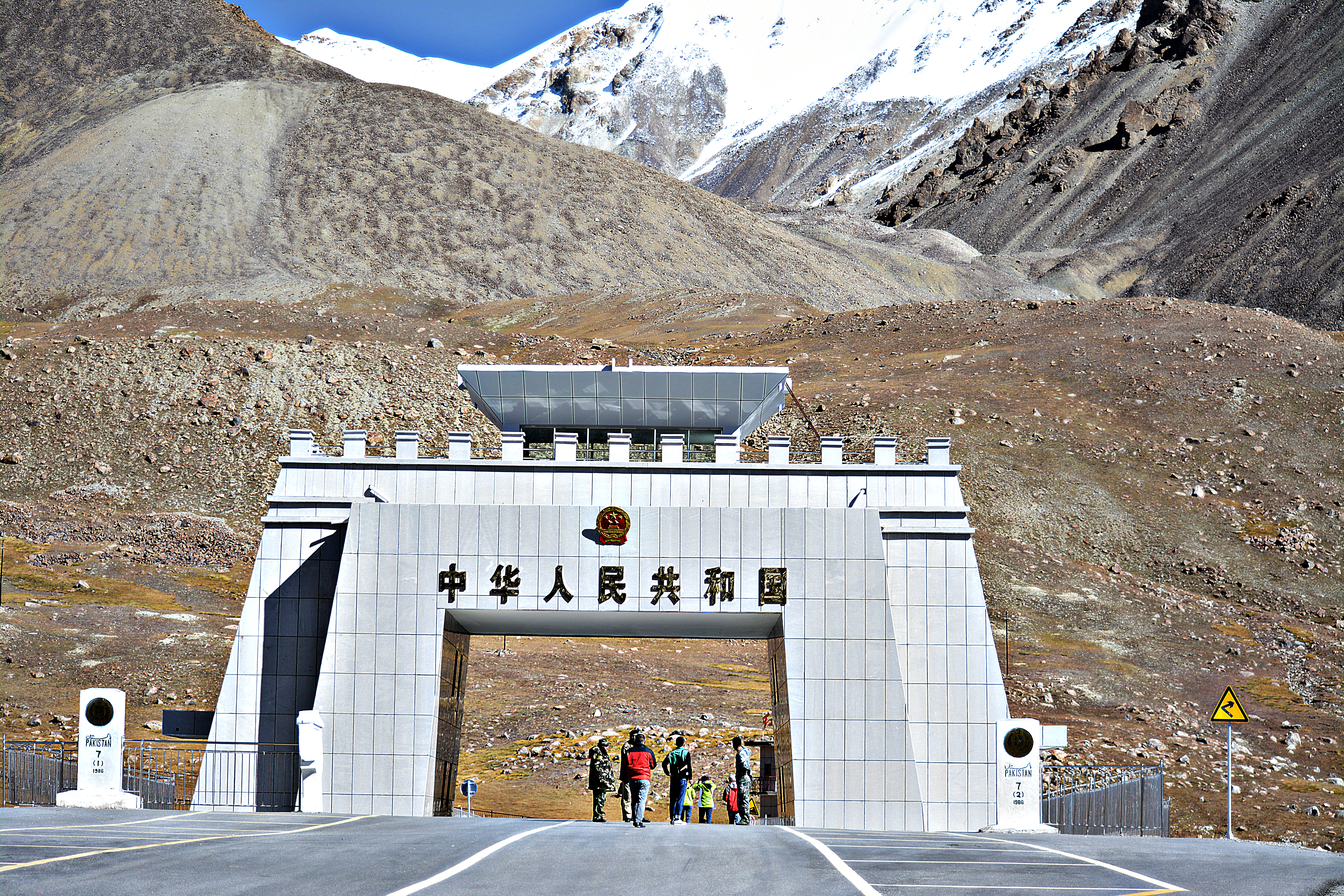
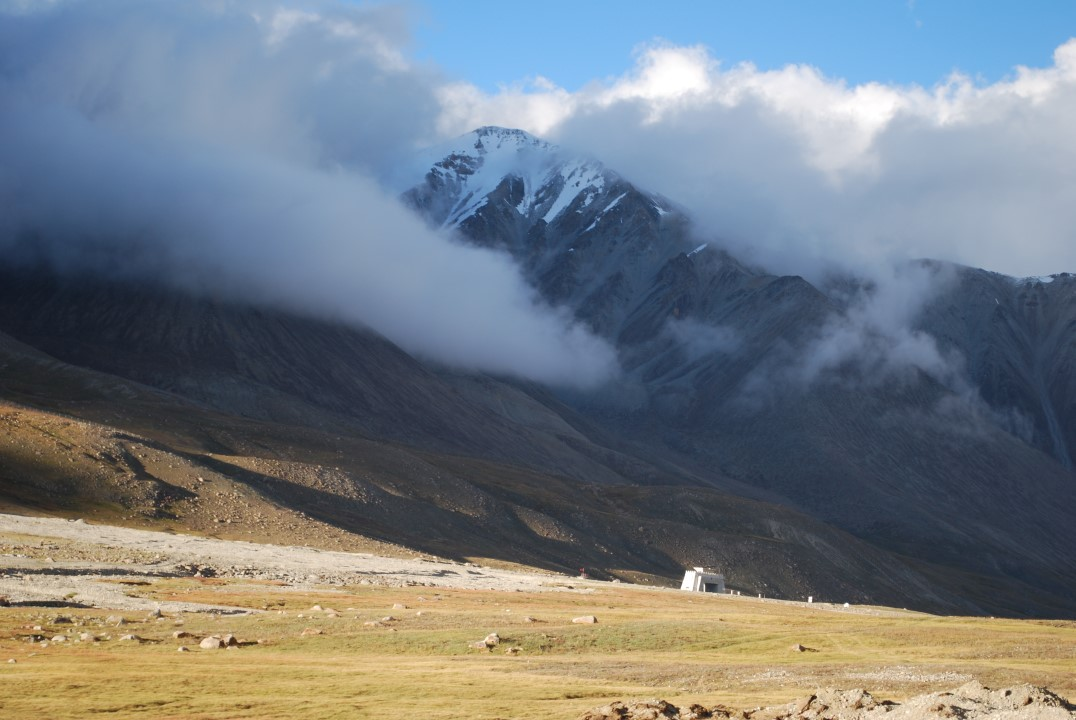
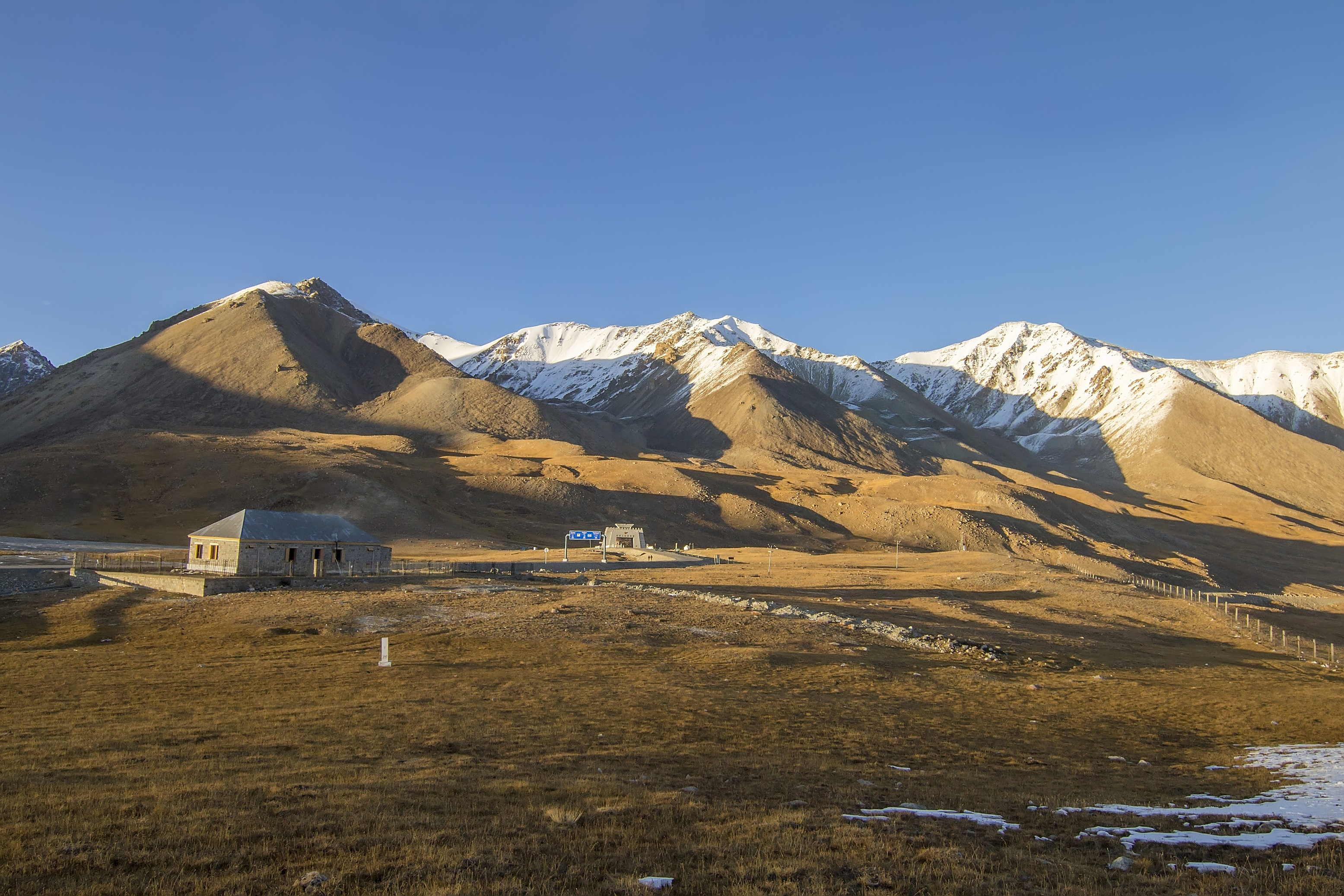
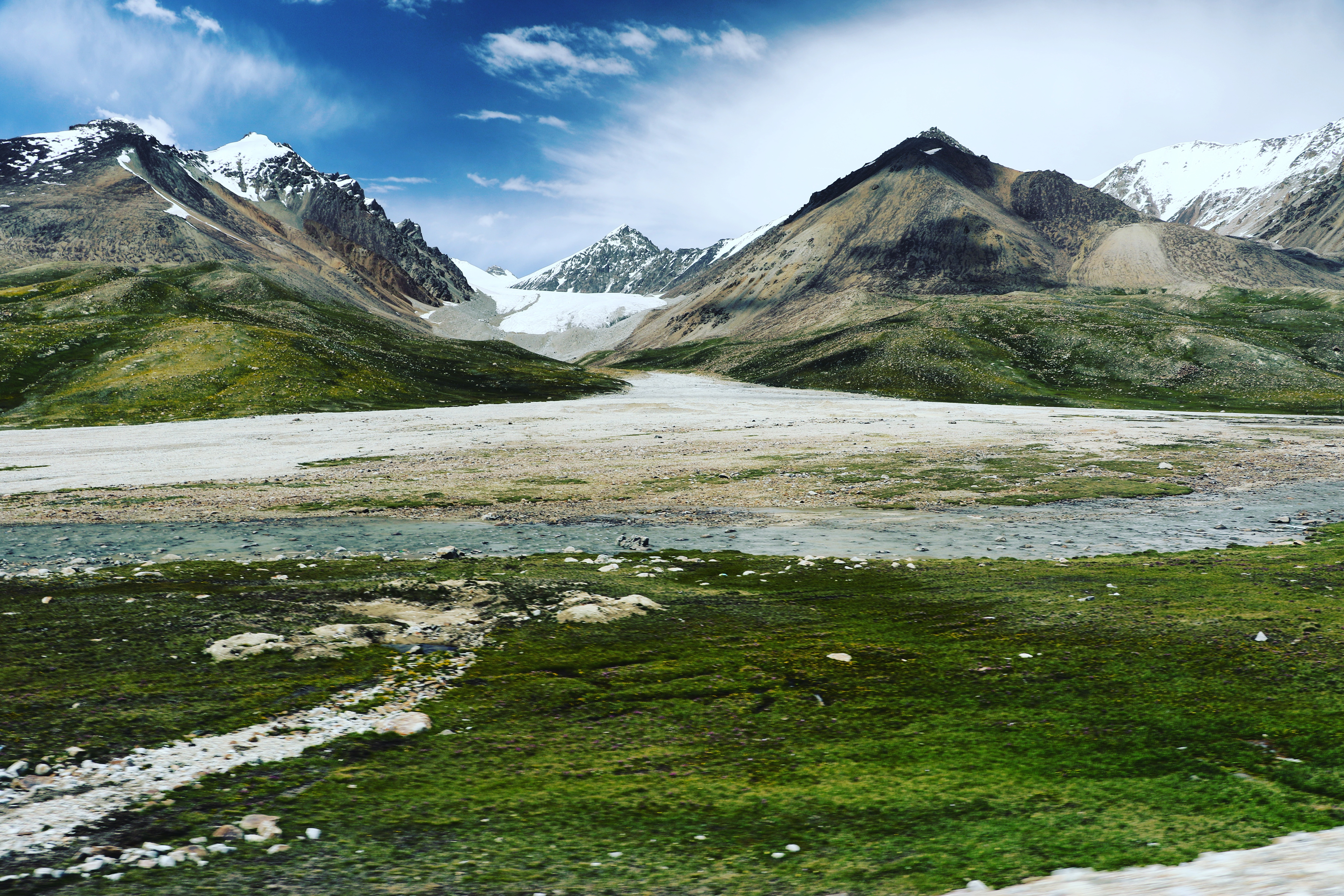
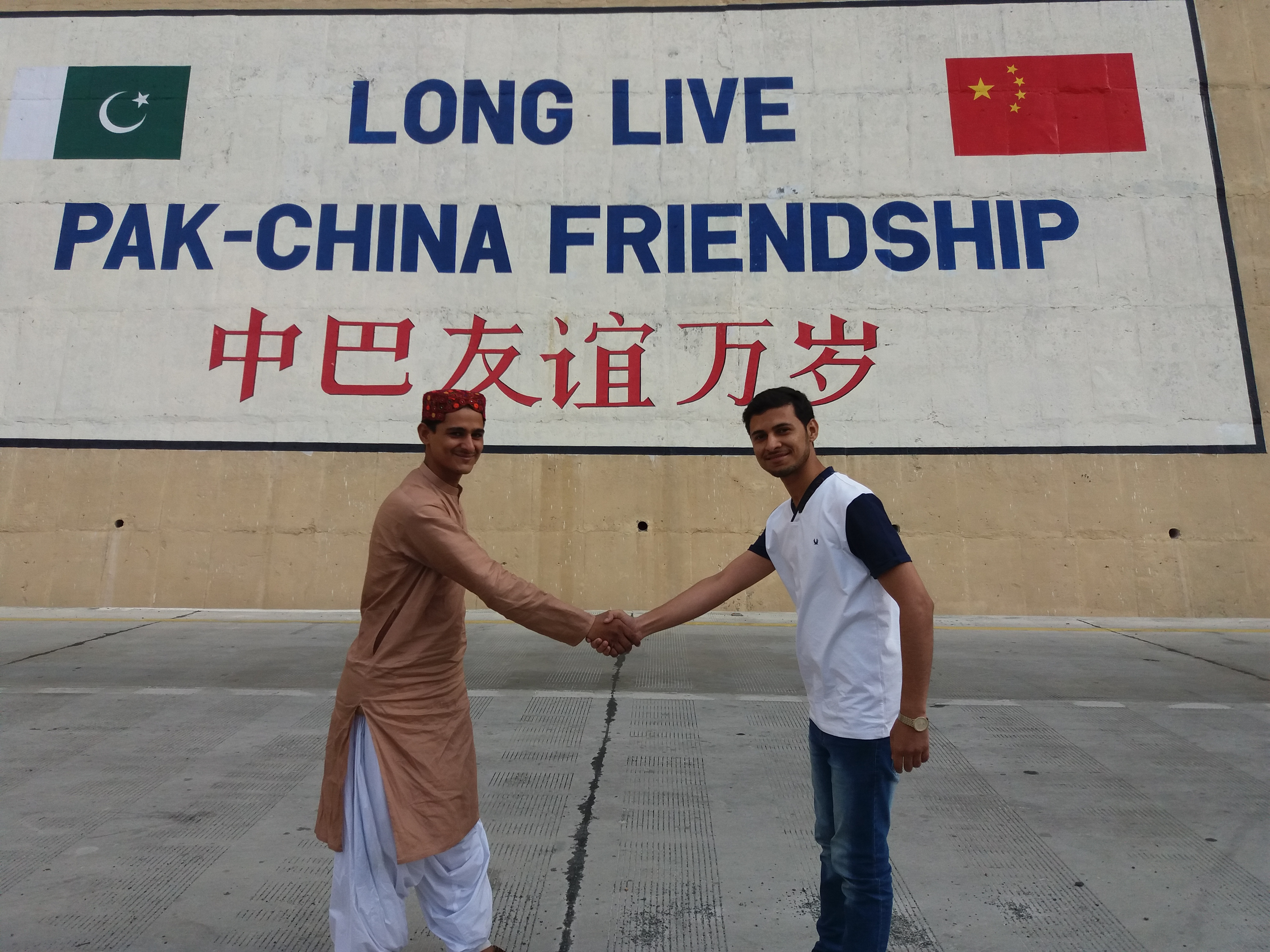
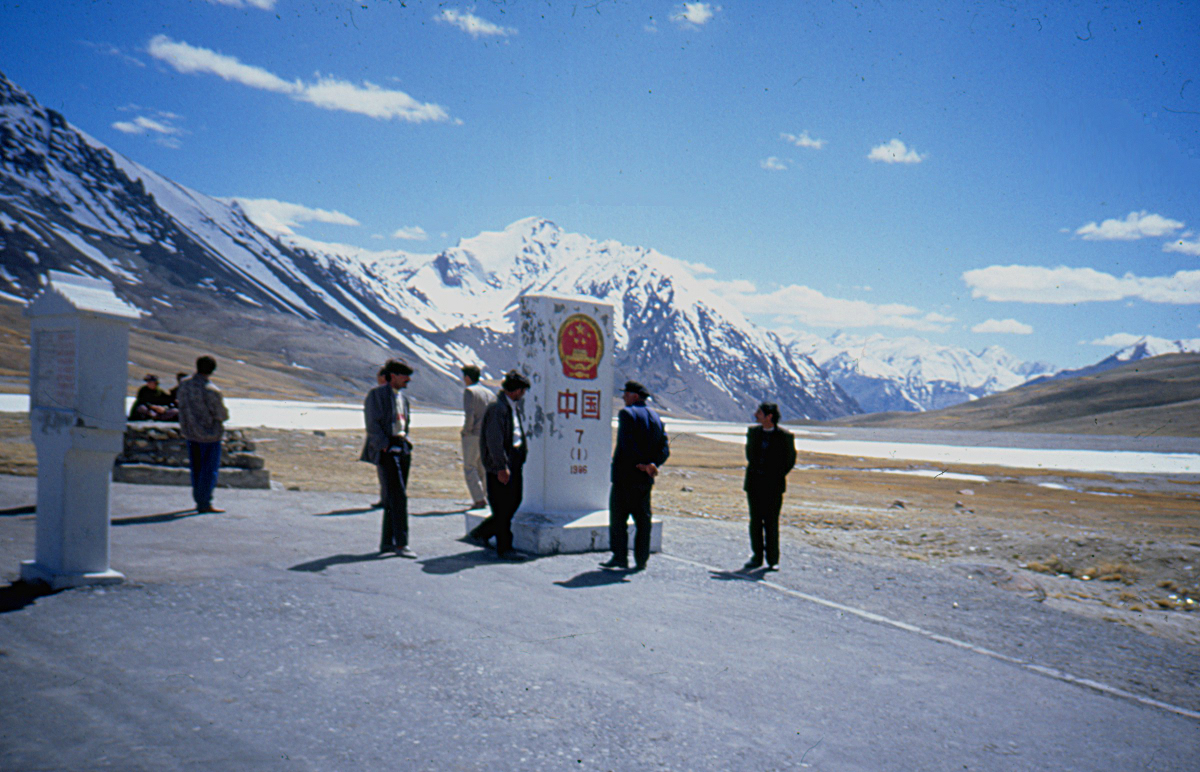
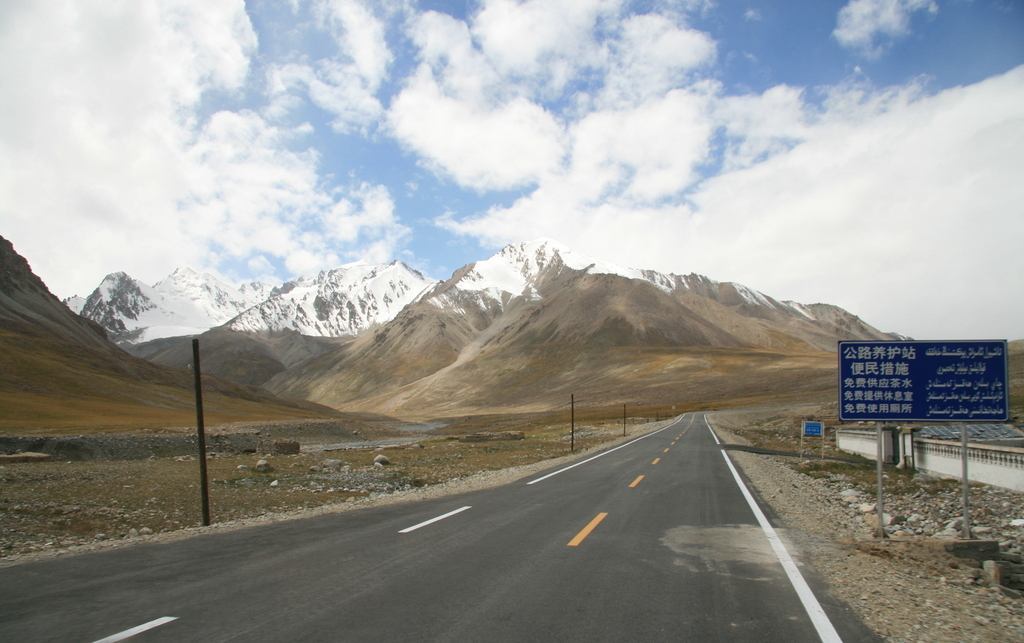
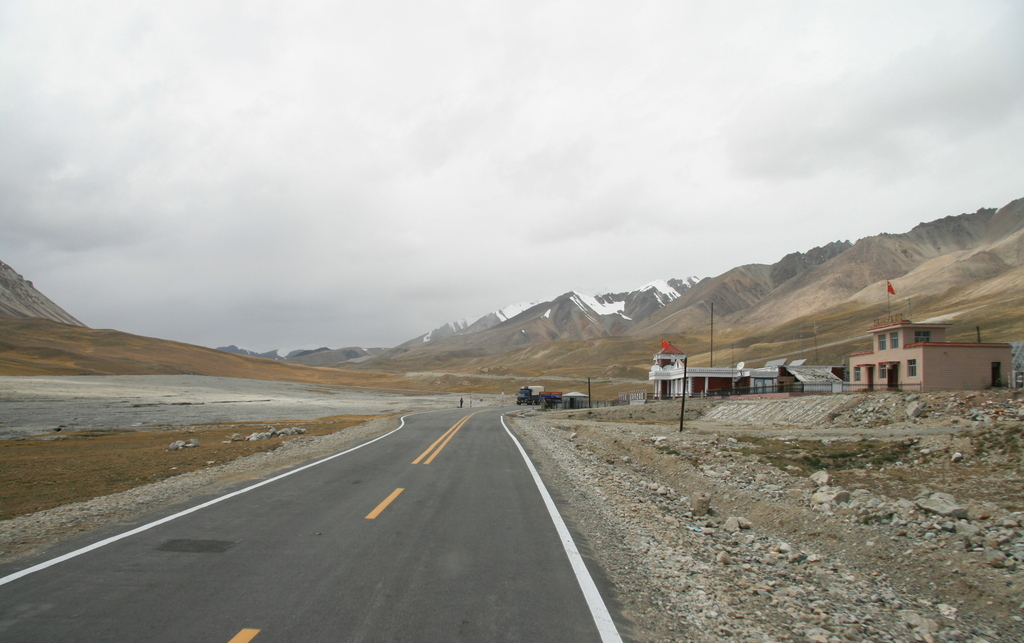
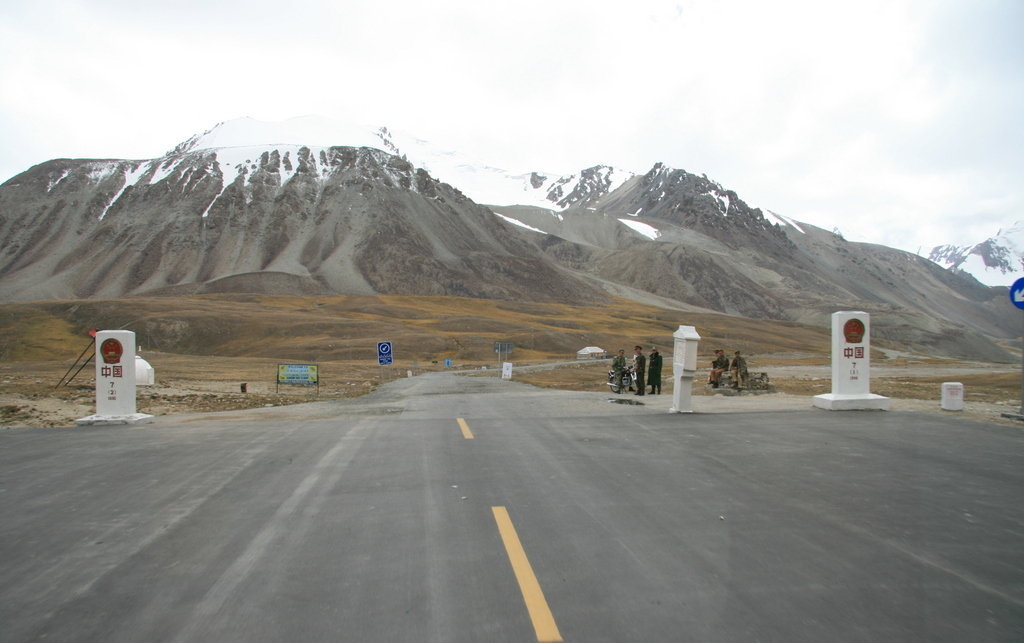
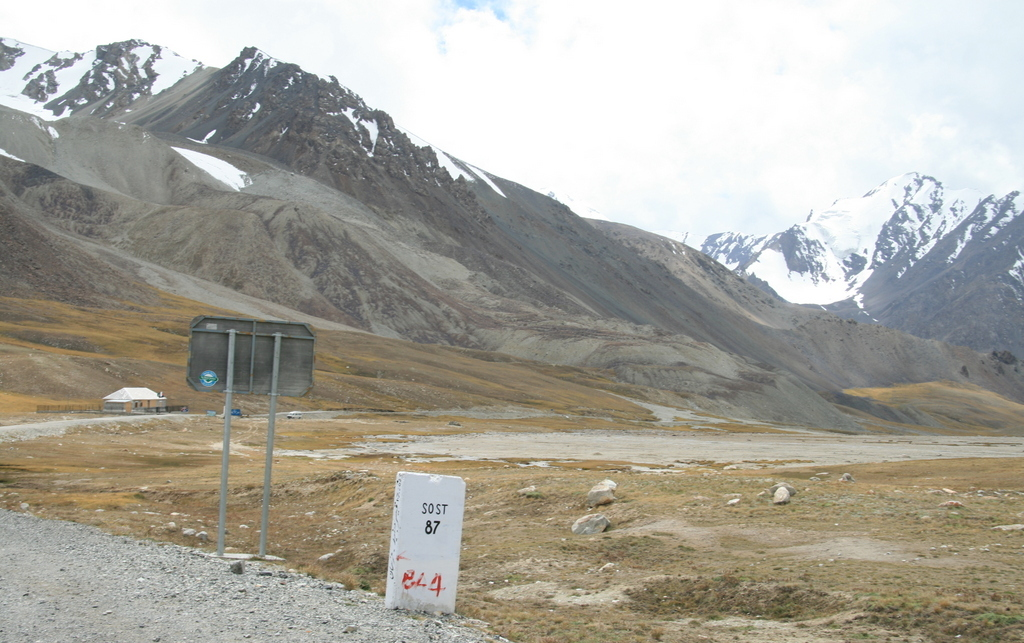
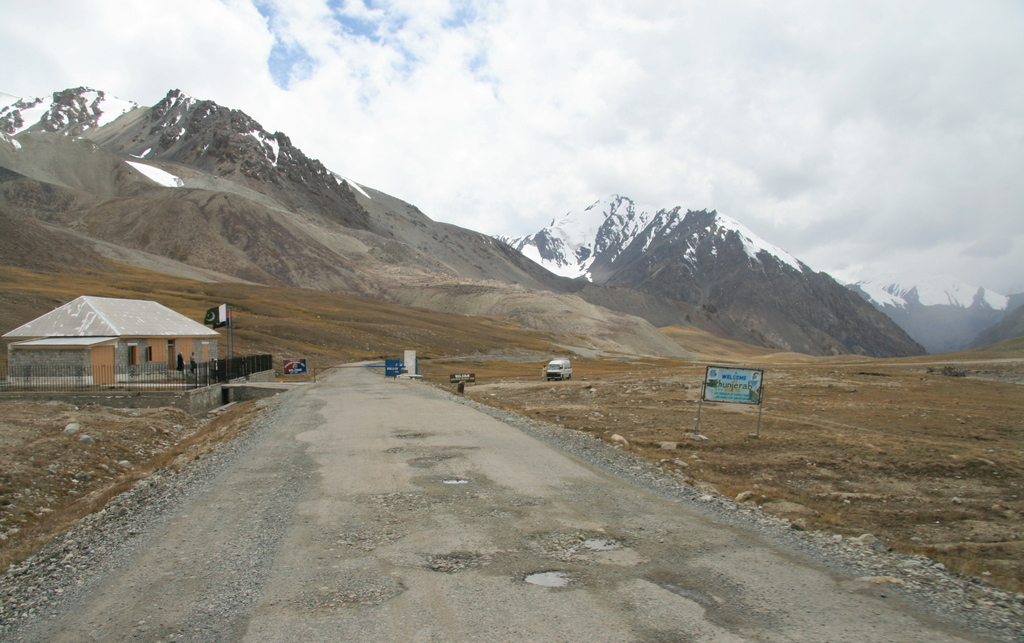
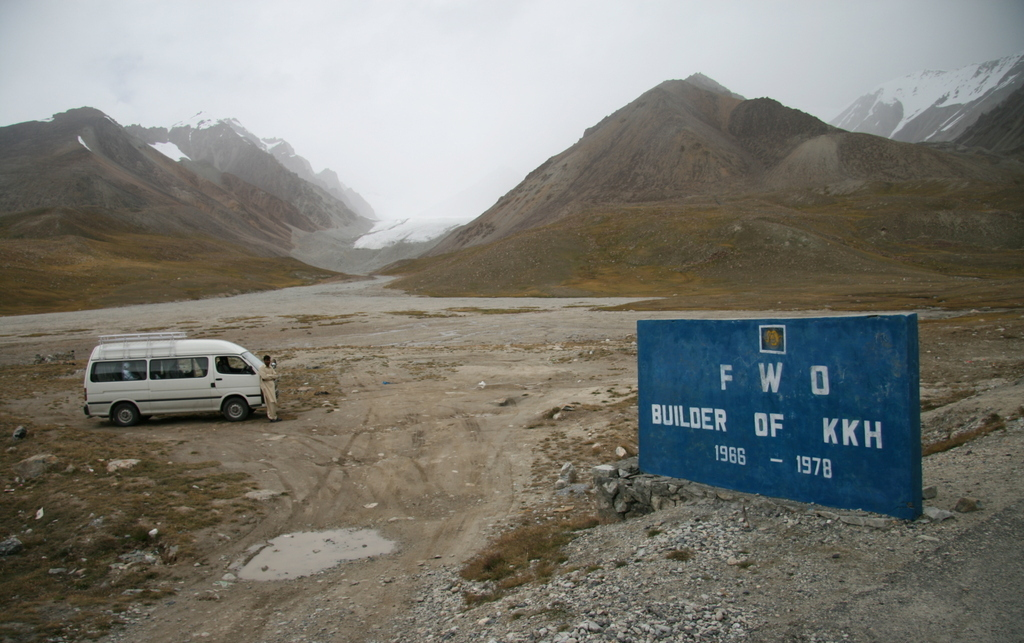
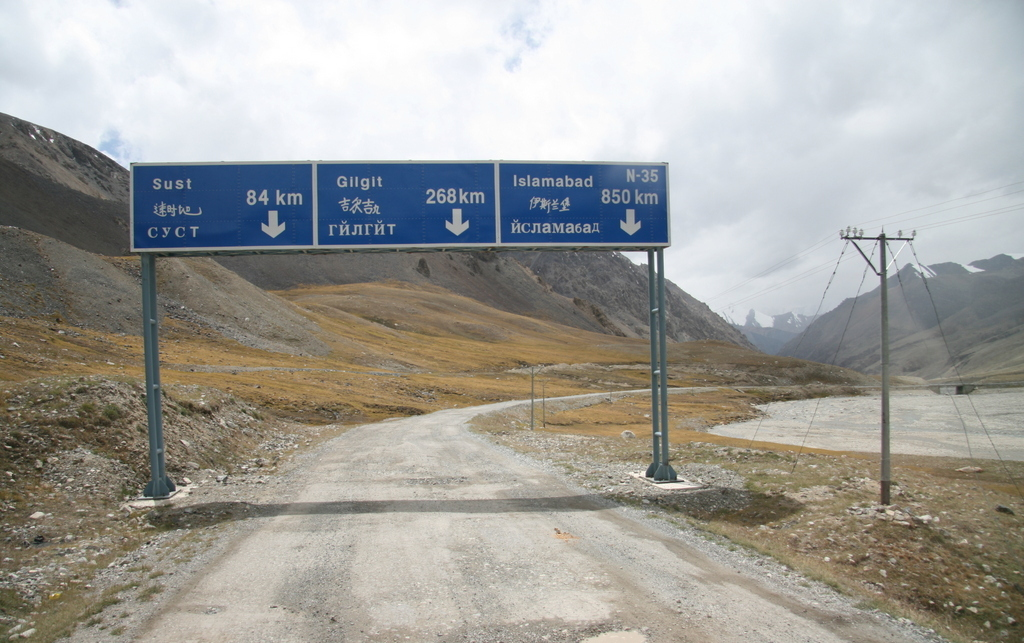
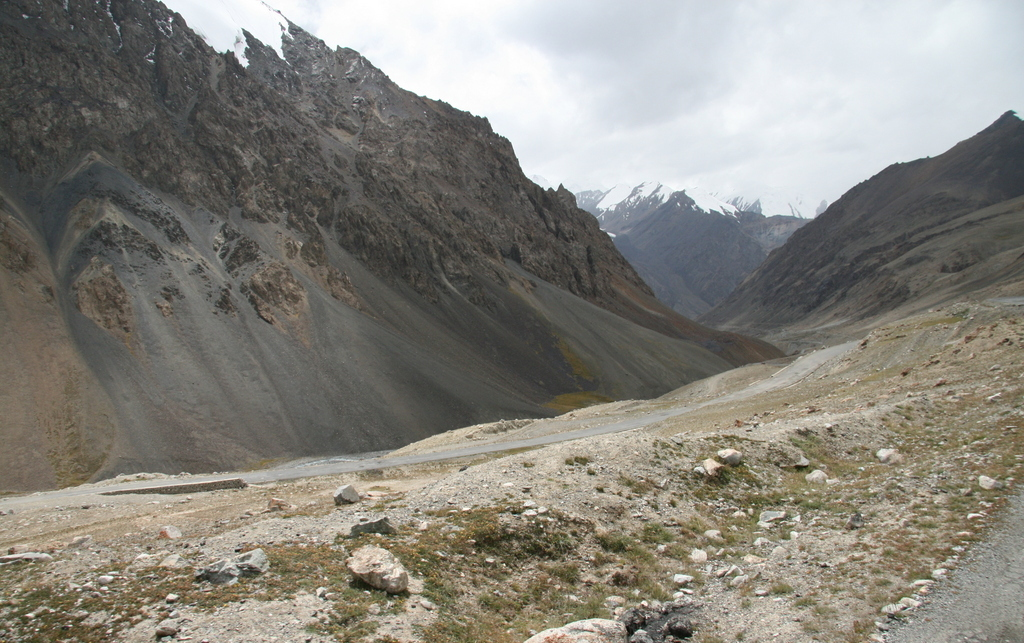
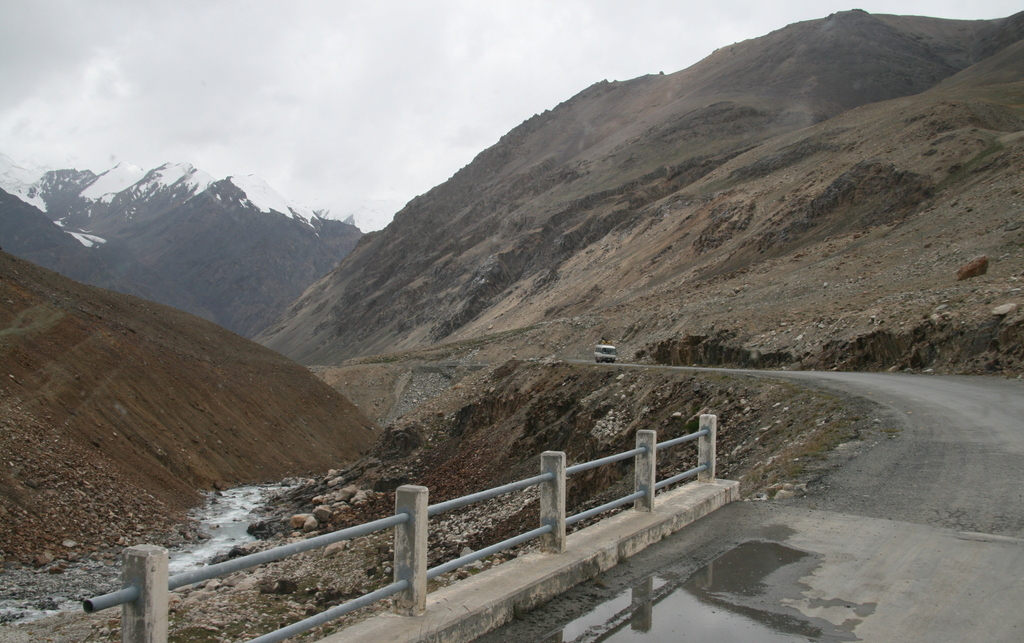
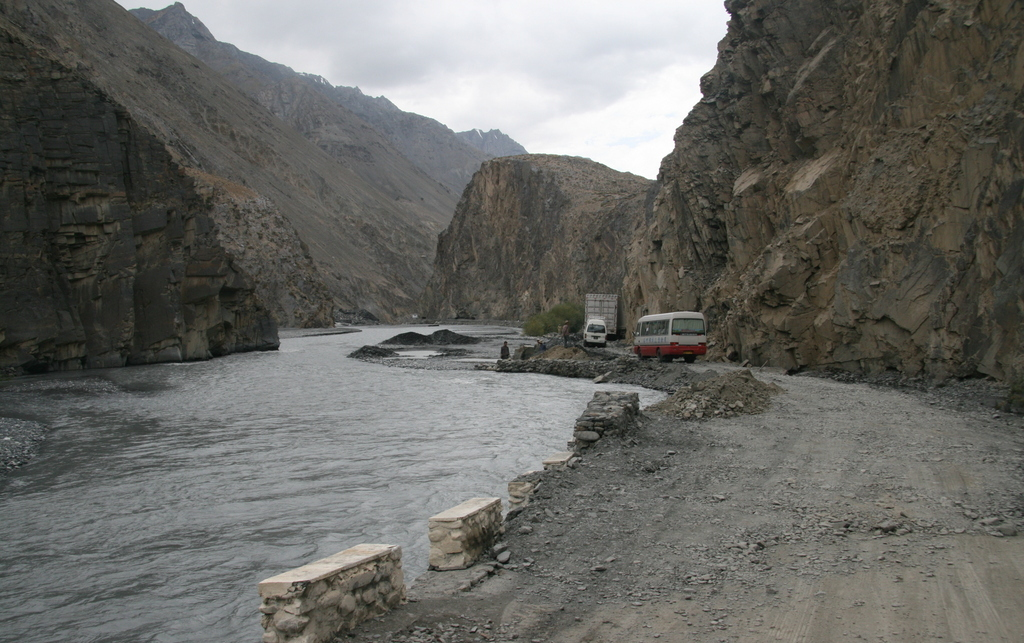
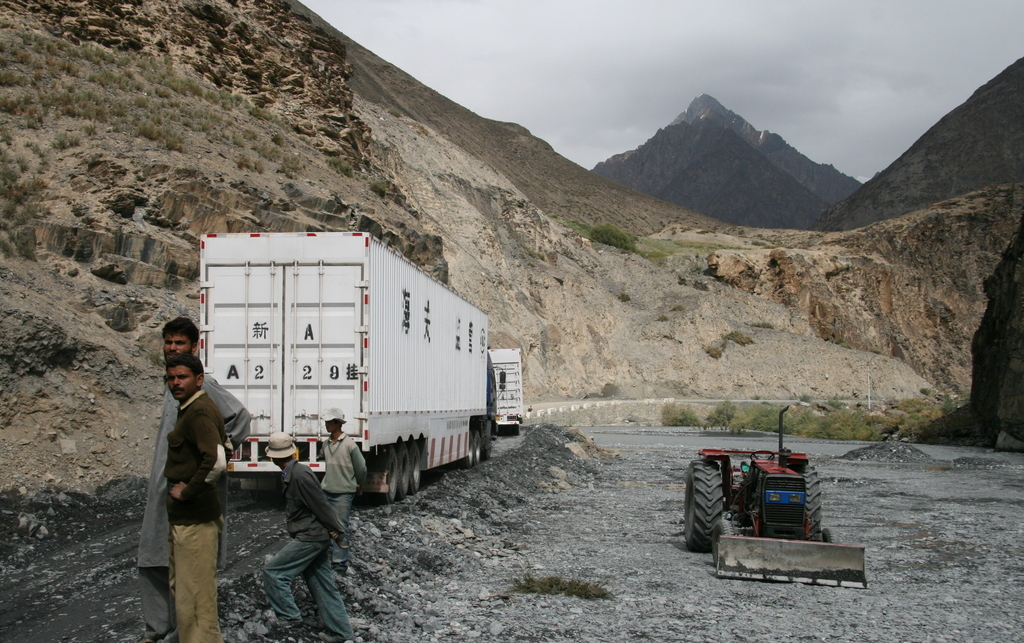
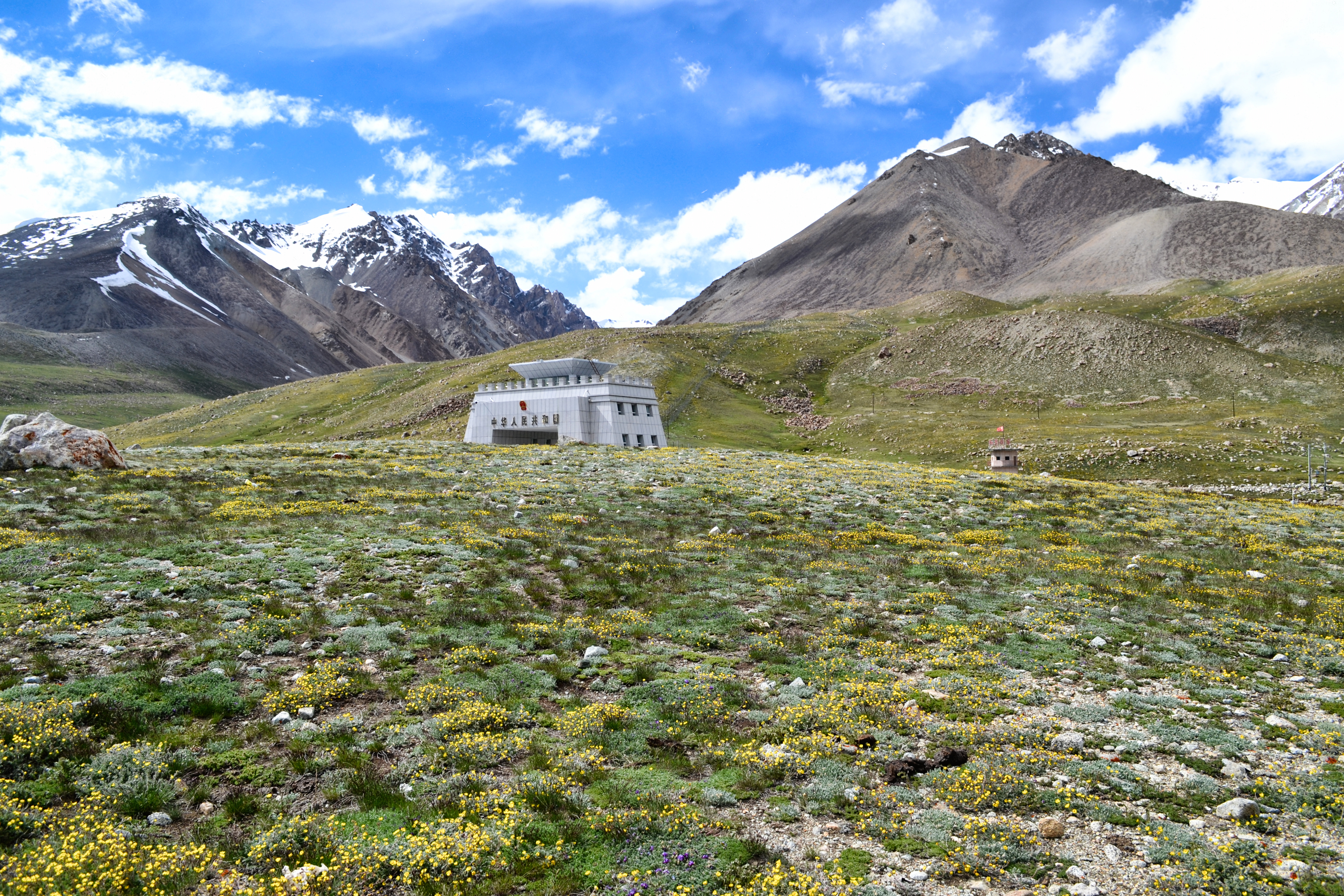
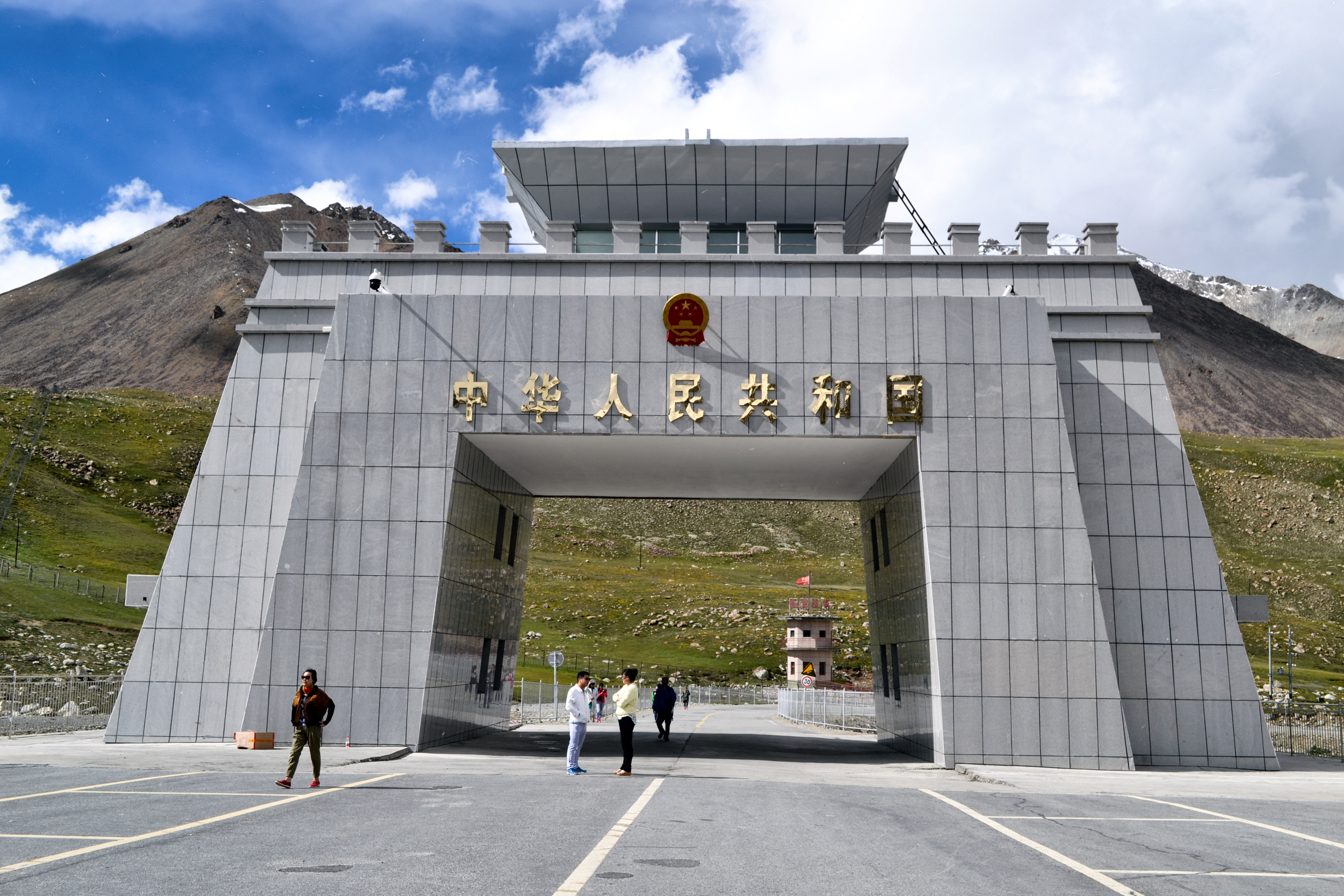

## 中巴唯一公路山口
喀喇昆仑公路（ 314国道）从这里经过，红旗拉甫山口因此成为连接中国和巴基斯坦的主要陆上交通枢纽。从红旗拉甫入境，至塔什库尔干县城130公里，至喀什市420公里，至乌鲁木齐1,890公里；从红旗拉甫出境中国，至巴基斯坦苏斯特125公里，至巴基斯坦北部地区首府吉尔吉特270公里，至巴基斯坦首都伊斯兰堡约870公里。衛星圖可見道路部分拓寬為三線道。巴基斯坦一侧的建築維持原地，据信设置有世界上海拔位置最高的ATM，由巴基斯坦国家银行和1LINK公司共同运营维护。